# Josef Gingold

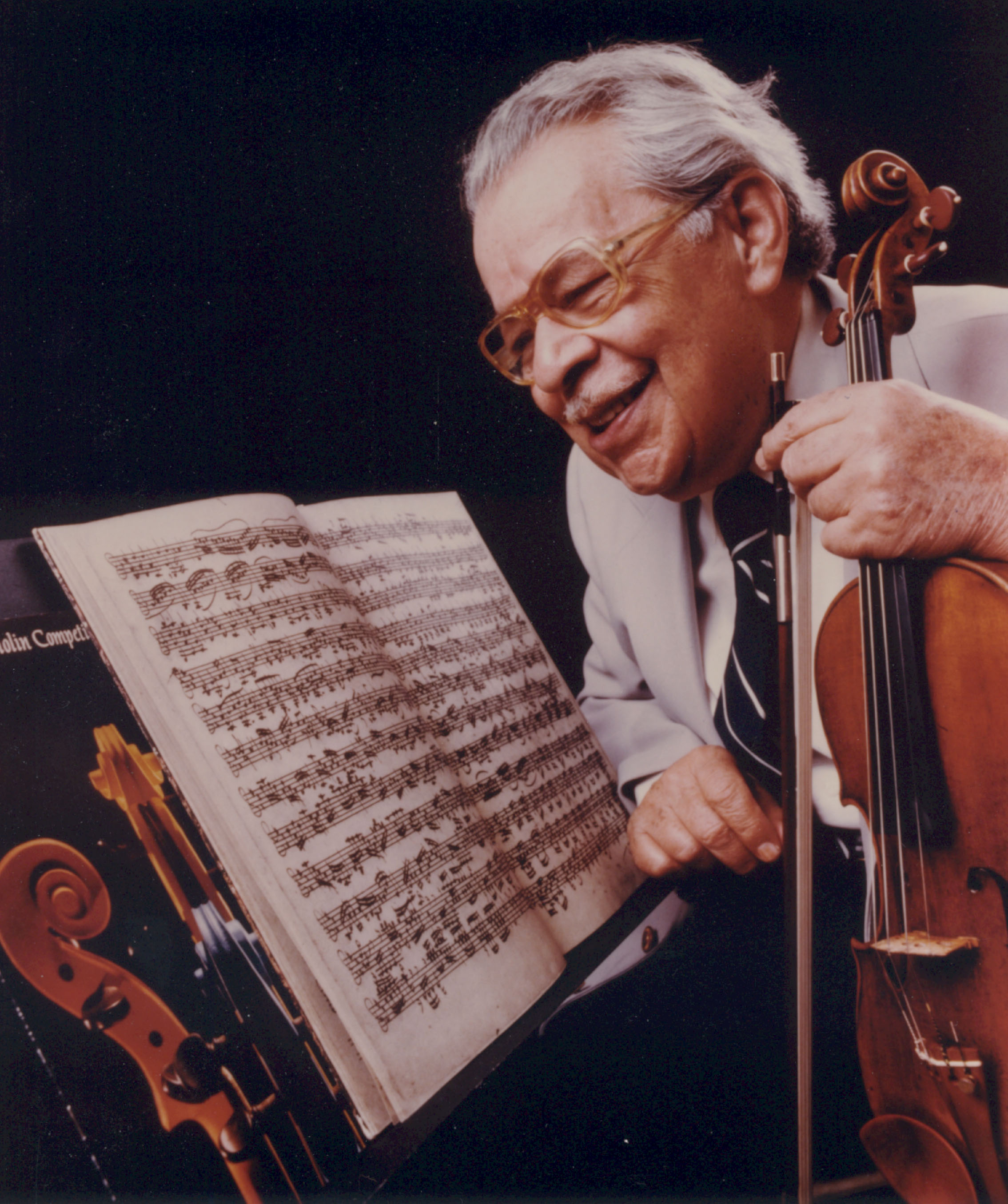
Josef Gingold

Josef Gingold (geboren 28. Oktober 1909 in Brest-Litowsk, Russisches Kaiserreich; gestorben 11. Januar 1995 in Bloomington, Indiana) war ein US-amerikanischer Geiger und Musikpädagoge.

## Leben
Er emigrierte 1920 in die Vereinigten Staaten, wo er Violine bei Vladimir Graffman und Eugène Ysaÿe studierte. Nach 1937 war er Konzertmeister (und gelegentlicher Solist) beim Detroit Symphony Orchestra und hatte später die gleiche Position beim Cleveland Orchestra inne. Er gab zahlreiche Bücher über Violintechnik heraus, darunter jene von Mazas und Kayser. Seine Schüler waren unter anderem Volker Hartung, Sho-Mei Pelletier, die im Dallas Symphony Orchestra in Texas spielt, und der berühmte Geiger Joshua Bell. Vor seinem Tod unterrichtete er an der Indiana University, Jacobs School of Music und an der Juilliard School in New York City. Er spielte auf der Stradivari „Martinelli“ aus dem Jahr 1683.